# Киречбурну
Киречбурну (на турски: Kireçburnu) е квартал в район Саръйер във вилает Истанбул, Турция. Намира се на северния бряг на Босфора от европейската страна. Разположен на около 41°08′N 29°03′E, той е на север от центъра на Истанбул с разстояние над 15 километра.
По време на епохата на Византийската империя Киречбурну е село на име Kleidai tou Pontou. По време на построяването на замъка Румели хисар от османския султан Мехмет II, пещите за вар в селото са използвани като строителен материал за замъка. На турски вар е киреч, а за нос е бурун; в крайна сметка селото е наречено Киречбурну. Тъй като градската тъкан на Истанбул се разширява, Киречбурну се превръща в квартал на града.
Киречбурну граничи с Тарабя на юг. Кварталът е добре известен със своите ресторанти за рибна храна.

## Спорт
Местният спортен клуб Киречбурну Спор е активен само във футбола. Неговият женски отбор се изкачва от Втора лига до Турската първа футболна лига за жени за сезон 2015 – 16.

## Транспорт
Киречбурну се обслужва от следните градски автобуси:
- 25A – Румели Кавагъ – Хаджъосман Метро
- 25E – Саръйер – Кабаташ
- 25Y – Хаджъосман Метро – Саръйер – Юнус Емре – Уюм Ситеси*
- 40 – Румелифенери – Гарипче – Таксим
- 40B – Саръйер – Бешикташ
- 42T – Бахчекьой – Таксим